# Molsidomine
Molsidomine is een vasodilatator, die gebruikt wordt voor de profylactische en langetermijnbehandeling van angina pectoris (hartkramp). Het behoort tot de stikstofmonoxide-donoren en het is een prodrug: molsidomine zelf is niet actief maar het wordt na inname omgezet in het actieve linsidomine (SIN-1) en een derivaat daarvan, SIN-1A. Deze verbindingen worden verder afgebroken en geven daarbij NO (stikstofmonoxide) vrij. Dit gebeurt zonder tussenkomst van enzymen. Het stikstofmonoxide zorgt voor een verwijding van de kransslagader en de aders. Het effect van linsidomine is vergelijkbaar met dat van nitroglycerine maar het effect duurt langer en het heeft minder bijwerkingen. Er treedt ook geen tolerantie op zoals het geval is bij organische nitraten, die stikstofmonoxide vrijzetten met behulp van een enzym.
Molsidomine wordt verkocht in de vorm van tabletten; handelsnamen zijn Coruno en Corvaton. Het moet gewoonlijk langdurig gebruikt worden, omdat het voor chronische behandeling bedoeld is. Het is niet geschikt om te gebruiken bij een acute aanval van hartkramp. De maximale werking wordt pas na 30 tot 60 minuten bereikt.
Molsidomine is ook beschikbaar als een geconcentreerde oplossing voor intraveneus infuus. Dit wordt gebruikt voor de behandeling van linkerhartfalen onder meer bij een acuut myocardinfarct.